# Gina Krog
Gina Krog   (Flakstadøya, 20 de juny de 1847 - Oslo, 14 d'abril de 1916) fou una pionera feminista noruega, professora, editora i política liberal. Tingué una funció central en el moviment feminista noruec del 1880 fins a la seua mort, com a defensora principal del dret de les dones a l'educació i a votar. Fundà l'Associació Noruega per als Drets de les dones juntament amb el primer ministre liberal Hagbart Berner.(1)

## Biografia
Jørgine Anna Sverdrup Krog nasqué a Flakstad, Lofoten, filla del sacerdot parroquial Jørgen Sverdrup Krog i Ingeborg Anna Dass Brinchmann. Després de la primerenca mort de son pare, visqué amb la seua mare a Karmøy fins als vuit anys, i després a Kristiania. Hi estudià en una escola per a xiques. Més tard treballà com a professora autodidacta en escoles privades durant uns anys, fins al 1880. Era tia de l'escriptor Helge Krog, i mitja germana de Cecilie Thoresen Krog.
També fou de les primeres dones a pujar les muntanyes de Jotunheimen, la qual cosa li donà la reputació d'alpinista.

## Carrera
El 1880 Gina Krog viatja a Gran Bretanya: passa una temporada al Berford College i contacta amb la Unió Nacional de Societats de Sufragi de Dones i Millicent Garrett Fawcett. De tornada a Noruega va començar a escriure articles, en un primer moment amb pseudònim i més tard amb el seu nom. S'inscrigué al grup de feministes radicals, demanant igualtat total en els drets polítics entre dones i hòmens, a diferència de les feministes més moderades que se centraven en la millora de les condicions econòmiques de les dones. Proclamà el dret a vot per a les dones en condicions iguals a les dels hòmens. Aquest punt arribà a ser un tema controvertit en el moviment feminista de l'època.
Krog cofundà, amb el president Hagbard Emanuel Berner, l'Associació Noruega per als Drets de les Dones al 1884, de la qual fou vicepresidenta fins al 1888. Edità la revista Nylænde d'aquesta associació des del 1817 fins a la seua mort, al 1916. El 1885, Berner hi renuncià com a president com a protesta contra la conferència de Krog a favor del vot femení.
Al 1885 Krog fundà Kvinnestemmerettsforeningen, exclusivament per a dones. Dotze anys després, a causa de conflictes internacionals amb els membres més compromesos, Krog abandonà aquesta organització i fundà l'Associació Nacional per al Sufragi de Dones, al 1898. El 1904 creà el Consell Nacional de Dones de Noruega (associat amb el Consell Internacional de Dones) i el presidí fins a la seua mort.
Krog esdevingué membre del Partit Liberal i en formà part de la junta nacional el 1909.
Gina Krog fou la primera dona noruega a la qual se li feu un funeral públic. Hi acudiren el primer ministre, el president de Storting i el president del Tribunal Suprem.

## Llegat
El Premi Gina Krog, atorgat per l'Associació Noruega de Drets de les Dones des del 2009, duu aquest nom en honor seu.
El 8 de març del 2013, el camp petrolier Dagny de Statoil canvià el nom per Gina Krog en el seu honor.